# Happy Weekend (magazine)
Happy Weekend est un magazine érotique allemand publié sous forme imprimée depuis 1972 et également disponible sous forme de magazine en ligne depuis 2006.

## Histoire
Le magazine est fondé en 1972 par le libraire Horst F. Peter et son épouse. Peter avait auparavant importé de Scandinavie le magazine germanophone Weekend Sex. Il copie Weekend Sex avec le même rédacteur en chef et appelle son magazine Happy Weekend. La vente de matériel pornographique étant encore interdite en Allemagne en 1972, les magazines sont envoyés depuis les Pays-Bas, où se trouvait alors le siège officiel de la maison d'édition Silwa-Film B.V. Après une réforme juridique en 1973, l'entreprise peut désormais envoyer les magazines depuis Essen. Ils sont vendus aux adultes dans les magasins des gares, les stations-service et les sex-shops et les vidéoclubs. Il s'agit avant tout d'un magazine proposant des annonces privées et commerciales pour des contacts sexuels. Les annonces sont complétées par des photos pornographiques, des lettres à l'éditeur, des interviews intimes, des histoires érotiques fictives, des reportages sur des événements tels que Venus Berlin (de) ou Torture Ship et des nouvelles des milieux amateur et professionnel. Les entretiens intimes avec des amatrices ou des couples, pour la plupart échangistes et prostituées, sont complétés par des images révélatrices. Les clubs échangistes et les bordels sont également présentés dans des rapports et également annoncés dans le magazine. Au fil des années, de nombreuses chroniques rédigées par des personnes du secteur érotique sont publiées.
Happy Weekend est publié tous les 14 jours jusqu'à la faillite en 2016 et mensuellement depuis 2017. Pendant quelques années, le magazine comprend un DVD intitulé Lustpool. Il s'agit principalement de reportages, de bandes annonces de films pornographiques de la société Videorama et de visites de clubs échangistes. Happy Weekend exploite également un site Web.
Le magazine commença avec un tirage initial de 10 000 exemplaires en 1972. Le tirage est parfois de 90 000 exemplaires en 1997. Plus tard, le tirage est de 80 000 exemplaires. Happy Weekend est considéré comme le magazine de contact le plus ancien et le plus connu d'Allemagne.
En plus de Happy Weekend, la société Silwa produit des films pornographiques. Avant la faillite de 2016, Silwa compte six sociétés : Videorama GmbH, Elfra Filmproduktions- und Verlagsgesellschaft, Profima, SVK-Video-Kopierwerk, Silwa Filmvertrieb GmbH et E. A. T. Medien. À leur apogée, les entreprises comptent 270 salariés. Au moment de la faillite, il reste 16 employés.
Avec la faillite de Silwa, Happy Weekend est interrompu en septembre 2016. Internet est considéré comme la raison du déclin de la société Silwa et de Happy Weekend. Happy Weekend est à nouveau publié à partir d'avril 2017 avec un tirage de 8 000 exemplaires lors de sa relance.

## Happy Video Privat
À partir de 1986, la série de films Happy Video Privat est produite par la société Videorama (de), filiale de Silwa. Le réalisateur et producteur est Harry S. Morgan. La série se déroule de 1986 à 2011 avec 116 numéros sous la direction de Morgan. Dans la série, il interviewe des couples avant de les filmer en train de faire l'amour. Les interviews tournent principalement autour du thème du sexe. Morgan lui-même est toujours visible lors des interviews. Un nouvel épisode de Happy Video Private sort environ tous les deux mois. Cinq à sept couples pouvaient être vus dans chaque édition. Initialement, les couples qui publiaient dans Happy Weekend étaient contactés par Morgan afin de trouver des individus disposés à agir devant la caméra. Plus tard, une quinzaine de couples s'inscrivent chaque mois. Pour cette série et d'autres de Videorama, Morgan reçoit son premier Venus Award à Berlin en 1997 en tant que meilleur réalisateur de série.
Michaela Schaffrath alias Gina Wild est une échangiste et entre en contact avec Morgan par Happy Weekend et figure sur une photo de couverture. Isabel Golden entre en contact avec Harry S. Morgan grâce à la publication de son autobiographie intitulée Das erotische Tagebuch einer Dreißigjährigen dans Happy Weekend et est d'abord vue dans plusieurs épisodes de Happy Video Privat puis devient actrice professionnelle. Golden réalise Happy Weekend Special Edition - Exzesse in Paris avec Morgan d'après son journal. Quatre autres films de la série Happy Weekend - Special Edition avec Golden suivent plus tard. Les films portent le logo Happy Weekend sur la couverture. Comme Gina Wild et Isabel Golden, d'autres stars du porno de Videorama telles que Kyra Shade (de), Lena Nitro, Leonie Saint, Texas Patti (de) et Vivian Schmitt sont également fréquemment présentes dans Happy Weekend.